# Alexandre Lacroix
Alexandre Lacroix est un écrivain, philosophe, et journaliste français né le 2 septembre 1975 à Poitiers.
Il est directeur de la rédaction de Philosophie Magazine.

## Biographie
Alexandre Lacroix passe son enfance à Paris.
Il y fait des études supérieures en économie et en philosophie,
à Panthéon-Sorbonne et à Sciences Po.

## Écrire et enseigner
En 1998, fraichement diplômé de Sciences Po (section Communication et ressources humaines), il commence à y enseigner la littérature, et publie son premier roman (cf.inf.)

### Presse périodique
Il donne plusieurs articles et reportages à la presse.
Au début des années 2000, le journal L’Imbécile de Paris de Frédéric Pajak publie ses premiers textes.
Son enquête dans la Silicon Valley et la révolution du web nourrissent son essai Ce qui nous relie.
Il publie en 2012 dans Esprit.
Il réalise des entretiens avec Peter Handke, Imre Kertész, et plusieurs autres écrivains et philosophes.
Il rejoint en 2005 l'équipe de Philosophie Magazine, dont il devient un rédacteur en chef puis le directeur de la rédaction.

### Former à écrire
Alexandre Lacroix est cofondateur d'une école d'écriture inspirée par le creative writing américaine. Cette école, Les Mots, est
située rue Dante à Paris. Depuis janvier 2017, elle propose des cours d’initiation ou de progression dans le roman ou d'autres genres littéraires,.

## Romans
En 1998, Alexandre Lacroix publie chez Grasset Premières volontés, un premier roman autobiographique, comme plusieurs de ceux qui suivront:
La Naissance d'un père raconte son expérience de la paternité;
L’Orfelin parle du suicide de son père;
Quand j’étais nietzschéen raconte la découverte agitée de la philosophie à l'adolescence;
De la supériorité des femmes narre une rupture amoureuse.
D'autres sont des fictions comme Voyage au centre de Paris, dérive sentimentale au cœur de la capitale, ou La Muette, évocation de la cité de la Muette qui fut le camp de Drancy, avant d'être transformé en HLM.

## Essais
- Comment vivre lorsqu'on ne croit en rien  ? propose de remettre la morale des sceptiques anciens au goût du jour[11].
- Comment ne pas être esclave du système a une tonalité plus politique et envisage une piste pour ne pas être réduit à l'état de rouage de la technostructure, des écrans[12]
- Contribution à la théorie du baiser[13] et Se noyer dans l’alcool ? sont des explorations littéraires de l'érotisme et de l'ivresse.
- Devant la beauté de la nature porte sur nos émotions devant les paysages et sur nos liens sensoriels et affectifs avec notre environnement[14].

## Littérature jeunesse
Alexandre Lacroix écrit aussi des albums destinés aux premières lectures du soir, avec les parents. Sa trilogie des Dragons, illustrée par Ronan Badel, dont le personnage principal est Strokkur, a été traduite dans une douzaine de pays dont les États-Unis, l’Angleterre, la Russie ou la Chine.

## Édition
Alexandre Lacroix dirige la collection « Les Grands Mots » des éditions Autrement, qui a notamment publié La Discrétion de Pierre Zaoui ou La Vie Intense de Tristan Garcia.

## Publications

### Romans
- Premières volontés, Paris, Grasset, 1998, 159 p.  (ISBN 978-2-246-55471-4)
- Être sur terre, et ce que j'en retiens, Paris, Calmann-Levy, 2001, 283 p.  (ISBN 978-2-266-12507-9)
- La Mire, Paris, Flammarion, 2003, 255 p.  (ISBN 978-2-08-068345-8)
- Un point dans le ciel, Paris, Flammarion, 2004, 245 p.  (ISBN 978-2-08-068716-6)
- De la supériorité des femmes, Paris, Flammarion, 2008, 226 p.  (ISBN 978-2-08-120922-0)
- Quand j'étais nietzschéen, Paris, Flammarion, 2009, 255 p.  (ISBN 978-2-08-122167-3) (repris en J'ai Lu)
- L'Orfelin, Paris, Flammarion, 2010, 283 p.  (ISBN 978-2-08-124131-2)[17]
- Voyage au centre de Paris, Paris, Éditions Flammarion, coll. « Littérature française », 2013, 381 p.  (ISBN 978-2-08-129030-3)[18]
- L'homme qui aimait trop travailler , Paris, Flammarion, 2015, 176 p.  (ISBN 978-2-0813-1630-0)
- La Muette, Paris, Don Quichotte, 2017, 201 p.  (ISBN 978-2-3594-9643-7)
- La Naissance d'un père, Paris, Allary Éditions, 2020, 460 p.  (ISBN 978-2-37073-338-2)

### Essais
- Se noyer dans l'alcool ?, Paris, Presses Universitaires de France, collection « Perspectives critiques », 2001, 126 p.  (ISBN 978-2-13-052112-9)
- La Grâce du criminel, Paris, Presses Universitaires de France, collection « Perspectives critiques », 2005, 191 p.  (ISBN 978-2-13-054624-5)
- Le Téléviathan, Paris, Flammarion, collection « Café Voltaire », 2010, 117 p.  (ISBN 978-2-08-124545-7)
- Contribution à la théorie du baiser, Paris, Autrement, 2011, 135 p.  (ISBN 978-2-7467-3047-2)[19]

- Comment vivre lorsqu'on ne croit en rien ?, Paris, Flammarion, 2014, 170 p.  (ISBN 978-2-0813-4317-7)
- Ce qui nous relie, Paris, Allary Éditions, 2016, 300 p.  (ISBN 978-2-37073-066-4)
- Pour que la philosophie descende du ciel, Paris, Allary Éditions, 2017, 240 p.  (ISBN 978-2-37073-117-3)
- Devant la beauté de la nature[20], Paris, Allary Editions, 2018, 460 p.  (ISBN 978-2-37073-242-2)
- La joie est plus profonde que la tristesse. Entretiens avec Clément Rosset, Paris, Stock/Philosophie Magazine éditeur, 2019, 126 p.  (ISBN 978-2-23408-847-4)
- Microréflexions, Paris, Allary Éditions, 2019, 300 p.  (ISBN 978-2-37073-302-3)
- Comment ne pas être esclave du système ?, Paris, Allary Éditions, 2021, 112 p.  (ISBN 978-2-37073-362-7)
- Apprendre à faire l'amour, Paris, Allary Éditions, 2022, 224 p.  (ISBN 978-2-37073-429-7)
- Au cœur de la nature blessée, Paris, Allary Éditions, 2022, 234 p.  (ISBN 978-2-37073-421-1)
- La Danse, Paris, Allary Éditions, 2024, 240 p.  (ISBN 978-2-37073-473-0)

### Jeunesse
- Série Dragons, texte de Alexandre Lacroix, illustrations de Ronan Badel, Père Castor-Flammarion

1. Dragons, père et fils[21], 2014  (ISBN 978-2-08130-535-9)
2. Dragons amoureux ![22], 2016  (ISBN 978-2-08135-298-8)
3. Dragons, au boulot !, 2018  (ISBN 978-2-08141-509-6)

- Coiffeur pour monstres, illustrations d’Eglantine Ceulemans, Père Castor-Flammarion, 2019  (ISBN 978-2-08-142854-6)
- Croco Blues Band, illustrations de Marie Novion, Père Castor-Flammarion, 2020  (ISBN 978-2-08-148619-5)
- Les Couleurs de la forêt, illustrations de Philippe-Henri Turin, Père Castor-Flammarion, 2021  (ISBN 978-2-08-022908-3)
- Le roi qui rêvait d'un ciel toujours bleu, illustrations de Sophie Lebot, Père Castor-Flammarion 2023  (ISBN 978-2080260826)
- Le Brutalone, illustrations de Jérémy Pailler, Kaléidoscope-L'École des loisirs 2024  (ISBN 978-2378882136)